# Figura Difícil
Figura Difícil é uma canção da cantora e compositora brasileira Yzalú, a música foi lançada no álbum Minha Bossa É Treta em 8 de março de 2016.

## Canção
Como em algumas faixas do novo álbum, no entanto, a música traz performances apenas de Yzalú, que toca a violão, toca os vocais principais e backing vocals da música. A música surgiu de uma carta resgatada de um dos cadernos com as letras escritas por Sabotage.
A produção da música foi o que marcou o início de uma forte amizade com a família do rapper, o relacionamento se tornou tão próximo que os parentes do artista cederam a Yzalú. Composição  Inédita de Sabotage incluindo as canções: Figura Difícil e Humildade em Alto Nível, que acabou integrando as faixas do álbum Minha Bossa É Treta. No álbum, Yzalú explora vários gêneros musicais, incluindo samba e rap, e inclui letras que se referem principalmente a temas sociais como: racismo, violência policial e Violência contra a mulher é um dos temas principais da música.

## Faixas e formatos
| Download digital |                                 |         |  |
| N.º              | Título                          | Duração |  |
| 1.               | "Figura Difícil" (com Sabotage) | 2:43    |  |